# Calliopsis smithi
Calliopsis smithi är en biart som först beskrevs av Rozen 1958.  Calliopsis smithi ingår i släktet Calliopsis och familjen grävbin. Inga underarter finns listade.